# Oumm al-Aranib
Oumm al-Aranib (arabe : أم الأرانب) est une localité libyenne située dans le Fezzan, à 150 km au sud de Sebha, de population toubou.

## Histoire

### Seconde guerre mondiale
Le 6 janvier 1943, les Forces françaises libres occupent la localité.

### Époque de la Libye indépendante
En 1989, un incident violent survient dans la localité lorsqu'un certain nombre de Toubous qui squattaient dans des fermes et dans des logements sociaux vides ont été expulsés de force par les forces de sécurité du régime. Six Toubou ont tenté de parlementer mais ont été arrêtés et seraient morts sous la torture.

### Deuxième guerre civile libyenne
En 2017, des groupes rebelles tchadiens y ont installé leur base arrière dans le cadre d’un accord avec les tribus locales,. Leur quartier général se situe dans un complexe d’immeubles, bâti dans cette localité par les Chinois du temps de Kadhafi.
Après la scission du Front pour l'alternance et la concorde au Tchad (FACT), les combattants restés loyaux au chef de l'UFDD, Mahamat Nouri, se seraient regroupés à Oumm al-Aranib sous le commandement de Kalle Issa, un gorane. Ils y auraient établi de bonnes relations avec les chefs locaux toubou.
Entre le 19 et le 21 septembre 2017, des affrontements éclatent dans la localité entre des membres de la tribu toubou et des rebelles du Tchad et du Darfour. Ces affrontements ont débuté après que les rebelles ont attaqué le point de contrôle de Tmessa, à 250 km au sud-est de Sabha, et tué cinq membres de la tribu toubou.
Dans le cadre de l'opération pour reprendre le contrôle du sud du pays, les forces de Haftar bombardent un groupe rebelle tchadien à Oumm al-Aranib les 28 mai et 2 ou 3 juin 2018.
Mi-octobre 2018, des milices toubou locales lancent une offensive contre les groupes armés tchadiens basés dans les environs. L'offensive est notamment menée par la brigade Khalid ibn Walid (également connue sous le nom de Brigade 104) - une milice toubou madkhaliste, c'est-à-dire salafiste, de Oumm al-Aranib, commandée par le Toubou Youssef Hussein Saleh. Une partie des combats a lieu dans la région de l'oasis de Tmessa, au nord-est de la localité, et aussi sur le site de la « société chinoise » en bordure de la ville. Ce dernier, un grand projet de logement développé par une entreprise chinoise, a été laissé dans un état inachevé pendant la révolution. Après 2011, les communautés locales ont emménagé dedans et en ont pris le contrôle, louant des appartements à d'autres de tout le sud de la Libye et du Sahel. Finalement, les appartements sont occupés par divers groupes de toute la région, souvent ceux rejetés par leurs propres tribus qui semblent parfois être désignés comme un seul groupe - les Niqzaa. Dans ce processus, les appartements sont devenus des bases pour les bandits écumant dans la région.
Au début de l'année 2019, l’Armée nationale libyenne (ANL) du maréchal Hafter mène une offensive contre les groupes armés tchadiens implantés  à Oumm al-Aranib.
Des affrontements ont lieu les 6 et 7 octobre près de la ville entre la sécurité locale et des rebelles tchadiens. Le 28 novembre 2019, des frappes de drones de forces alliées au maréchal Haftar sont effectuées sur la localité qui auraient fait plusieurs morts civils et sont dénoncées par la communauté toubou. Le 2 décembre 2019, un groupe d'étudiants toubou se dirige vers les positions de la brigade salafiste Khaled ibn Walid fidèle à Haftar et jette des pierres sur leurs véhicules.